# Betty Gray
Betty Gray (* 20. August 1920 in Resolven (Neath); † 12. August 2018 in Swansea) war eine walisische Tischtennisspielerin. Sie gewann bei der Weltmeisterschaft 1951 Bronze im Mannschaftswettbewerb. Mehr als 250-mal vertrat sie Wales bei internationalen Auftritten.

## Werdegang
Seit 1939 spielte Betty Gray in Swansea, zunächst im Young Conservatives’ Club im Stadtteil Walter Road, ab 1945 beim Penlan Club.
In den 1950er-, 1960er- und 1970er-Jahren gehörte sie zu den besten Tischtennisspielerinnen in Wales. Sie nahm an mehreren Europa- und Weltmeisterschaften teil, etwa an der WM 1951 und WM 1953 sowie an den EMs 1958 und sogar noch 1978. Ihren größten Erfolg erzielte sie bei den WM 1951, als Gray mit der gemischten Mannschaft Schottland/Wales das Halbfinale erreichte und somit Bronze gewann.
Später war Betty Gray noch in internationalen Seniorenturnieren erfolgreich, wo sie mehrfach Europameisterin und Weltmeisterin wurde:
- EM 1999: Sieg im Einzel in der AK Ü75
- WM 2000: Sieg im Einzel in der AK Ü80
- EM 2005: Sieg im Einzel in der AK Ü85
- WM 2006: Sieg im Doppel mit der Schwedin Märtha Göransson in der AK Ü85
- EM 2007: Sieg im Doppel mit der Schwedin Märtha Göransson in der AK Ü85

Bei den Olympischen Spielen 2012 war sie die älteste Trägerin der olympischen Fackel.
Zwischenzeitlich übernahm Betty Gray Funktionärsaufgaben. So war sie Präsidentin des walisischen Tischtennisverbandes (Table Tennis Association of Wales), der Swansea Table Tennis League und der Cymru Veterans’ Association.
Für ihre Verdienste wurde sie mit dem Sports Award 2010 ausgezeichnet.
Betty Gray starb 2018 und wurde auf dem Friedhof Morriston Cemetery in Swansea beigesetzt.